# Уссаковский, Евгений Евгеньевич
 Евгений Евгеньевич Уссаковский  (15 [27] мая 1851, Могилёвская губерния — 29 декабря 1935, Харбин) — российский военный, генерал от инфантерии (1906). Начальник Закаспийской области и командир 2 Туркестанского армейского корпуса, участник гражданской войны в России.

## Биография
Родился 15 мая 1851 года в Могилёвской губернии. Окончил курс наук в Александровском военном училище и Николаевской академии Генерального штаба по первому разряду. 8 апреля 1873 года определен прапорщиком в лейб-гвардейский Павловский полк.
1 апреля 1876 года назначен в штаб Петербургского военного округа. 19 марта 1879 года назначен старшим адъютантом штаба 1 армейского корпуса. 19 июля 1877 года исполняющий должность помощника старшего адъютанта при полевом штабе действующей армии. 25 июля того же года получил чин штаб-офицера для особых поручении при штабе 1 армейского корпуса.
1 апреля 1879 года произведен в подполковники. 12 апреля того же года назначен состоять для особых поручении при штабе войск гвардии и Петербургского военного округа. 15 января 1882 года исполняющий должность делопроизводителя канцелярии мобилизационного комитета главного штаба.
14 ноября 1885 года командирован в лейб-гвардейский Измайловский полк для командования батальоном. 2 марта 1889 года исполняющий должность генерала при главном штабе. 30 августа 1892 года произведен в генерал-майоры с зачислением по генеральному штабу. 5 апреля того же года назначен начальником штаба 10 армейского корпуса.
2 сентября 1895 года начальник Харьковского военного госпиталя. В 1898 году был назначен сначала помощником начальника главного управления казачьих войск, а затем помощником начальника главного штаба. 6 декабря 1899 года произведен в генерал-лейтенанты. С 1901 по 1902 состоял членом общего присутствия комиссии по устройству казарм.
Затем с 14 декабря 1902 по 5 декабря 1905 года был начальником Закаспийской области (отстранён от должности «за либерализм») и командиром 2 Туркестанского армейского корпуса. 5 декабря 1905 года назначен состоять по военному министерству. 1 июля 1906 года произведен в генералы от инфантерии, с увольнением со службы с мундиром и пенсией.
В 1918 мобилизован в Красную армию. Эмигрировал в Китай.
Скончался 29 декабря 1935 года в Харбине. Похоронен 30 декабря на Новом (Успенском) кладбище.

## Семья
Женат. Жена — дочь Оренбургского губернатора Неплюева. Три дочери: Мария (1891—1978), в 1907 вышла замуж за действительного статского советника Кукель-Краевского Владислава Брониславовича; Вера, вышла замуж за композитора Сергея Сергеевича Аксакова.

## Награды
- Орден Святой Анны 3-й степени с мечами и бантом (1877)
- Орден Святого Станислава 3-й степени с мечами и бантом (1877)
- Орден Святого Станислава 2-й степени с мечами (1878)
- Орден Святой Анны 2-й степени (1881)
- Орден Святого Владимира 4-й степени (1883)
- Орден Святого Владимира 3-й степени (1887)
- Бриллиантовый перстень с вензелем Высочайшего имени (1889)
- Орден Святого Станислава 1-й степени (1895)
- Орден Святой Анны 1-й степени (1903)
- Монаршая благодарность (1888, 1891, 1892)
- Высочайшее благоволение (1900)

Иностранные
- Орден Почётного легиона кавалерский крест (1876)
- Орден Таковского креста (1878)
- Орден Благородной Бухары с бриллиантовыми украшениями (1898)
- Орден «Святой Александр» 1-й степени (1898)
- Орден Короны Румынии большой крест (1899)